# Campylocentrum panamense
Campylocentrum panamense är en orkidéart som beskrevs av Oakes Ames. Campylocentrum panamense ingår i släktet Campylocentrum och familjen orkidéer. Inga underarter finns listade i Catalogue of Life.